# Huta Stara (powiat włoszczowski)
Huta Stara – wieś w Polsce, w województwie świętokrzyskim, w powiecie włoszczowskim, w gminie Krasocin.
Do 2023 miejscowość była przysiółkiem wsi Mieczyn.
Przed 2015 rokiem Stara Huta.
W latach 1975–1998 miejscowość należała administracyjnie do województwa kieleckiego.

## Historia
W początkach XX wieku wieś. Według spisu powszechnego z roku 1921 w miejscowości było 7 domów i 52 mieszkańców.